# Anton Myrer
Anton Olmstead Myrer (3. listopadu 1922, Worcester – 19. ledna 1996, Saugerties) byl americký spisovatel.
Vystudoval Boston Latin School. Za druhé světové války, v roce 1942 vstoupil do americké námořní pěchoty a bojoval tři roky v Pacifiku. Účastnil se bitvy o ostrov Guam, kde byl zraněn. Podílel se i na obsazení ostatních Mariánských ostrovů. Z armády odešel v roce 1946 v hodnosti desátníka. Po válce vystudoval Harvardovu univerzitu. Konec života strávil v New Yorku, kde zemřel na leukémii.

## Dílo
Jeho dílo se zabývá životem Ameriky ve 30. letech 20. století, přechodem do druhé světové války a poté i válkou.
- Velká válka
- Zelená touha
- Poslední Yankee z Bostonu
- Poslední kabriolet – děj tohoto románu začíná ve Spojených státech na Harvardově univerzitě ve 40. letech 20. století, pokračuje ve válce i po ní. Dílo je jakousi kronikou tehdejší mládeže. Kniha popisuje životy spolužáků a přátel z Harvardovy univerzity, pohledem jednoho z nich. Nejprve je líčen bezstarostný studentský život, poté válka a nakonec i poválečné nadšení mírem a následné vystřízlivění studenou válkou. Jednotícím prvkem knihy je kabriolet přezdívaný Císařovna, původně patřící jednomu ze studentů. Tento kabriolet pak spojuje osudy jednotlivých hrdinů.
- Divoké pobřeží
- Jednou orel
- Tygr vyčkává